# Гельветика (фильм)
«Гельветика» (англ. Helvetica) — независимый полнометражный документальный фильм о типографике, о графическом дизайне, в котором рассказывается об одноименной гарнитуре. Режиссёр фильма — Гари Хастуит, релиз состоялся в 2007 году к 50-летию со дня создания шрифта в 1957 году. Содержание фильма состоит из истории шрифта с откровенными интервью ведущих графических дизайнеров и типографов, таких как Вим Кроувел, Майкл Бейрут, Эрик Шпикерманн, Массимо Виньелли и Герман Цапф. Цель фильма — показать красоту Гельветики и повсеместное использование, а также осветить личности, которые стоят за шрифтами. Рассматриваются разногласия между модернизмом и постмодернизмом, причём последние выражают и объясняют свою критику знаменитого шрифта. К саундтреку фильма приложили руку такие музыканты, а также группы, как Four Tet, The Album Leaf, Kim Hiorthøy, Caribou, Battles, Sam Prekop (The Sea and Cake) и El Ten Eleven. «Гельветика» является первым фильмом «дизайн-трилогии» Гари Хастуита.

## Интервьюируемые
- Манфред Шульц
- Массимо Виньелли
- Рик Пойнор
- Вим Кроуэл
- Мэтью Картер
- Альфред Хоффман, сын Эдуарда Хофмана
- Майк Паркер, директор по развитию типографики Linotype.
- Отмар Хофер
- Бруно Штайнерт
- Герман Цапф
- Майкл Бейрут
- Лесли Саван
- Тобиас Фрер-Джонс
- Джонатан Хёфлер
- Эрик Шпикерманн
- Невилл Броуди
- Ларс Мюллер
- Пола Шер
- Стефан Загмайстер
- Дэвид Карсон
- Experimental Jetset
- Майкл С. Плэйс
- NORM